# Can Caralleu
Can Caralleu és un sector del barri de Sarrià, al districte de Sarrià - Sant Gervasi de Barcelona, situat al vessant marítim de la serralada de Collserola, entre la carretera de les Aigües i la ronda de Dalt.

## Història
Sorgí al voltant de l'antiga masia de Can Caralleu i la font de Can Caralleu, a partir de 1945, quan l'encarregat de la bòbila que hi havia a la masia començà a vendre parcel·les a immigrants procedents d'Andalusia i Extremadura, que aixecaven cases d'autoconstrucció, sovint amb materials procedents de la bòbila.
El 1960 l'Ajuntament de Barcelona expropià la finca i la va convertir en el complex esportiu Can Caralleu, que actualment està gestionat per l'Associació d'Entitats per a la Gestió de Can Caralleu formada per Centre Excursionista de Catalunya, Universitat Ramon Llull i Fundació Claror.
Als anys 1980, amb la urbanització de la ronda de Dalt i els preparatius dels Jocs Olímpics, la constructora Núñez i Navarro va edificar un conjunt d'edificis d'habitatges i es va normalitzar la situació de la propietat de les parcel·les, cosa que va propiciar la venda d'aquestes a compradors amb major capacitat adquisitiva, i les cases d'autoconstrucció passaren a ser xalets. La regulació definitiva es va fer amb el Pla Especial de Millora i Reforma del Sector de Can Caralleu, i la modificació del Pla General Metropolità, aprovat per la Generalitat el 1996.

## Edificis destacats
- Centre Esportiu Municipal Can Caralleu, carrer dels Esports, 2-8.[5]
- Escola Tàber, carrer dels Esports, 9.[6]
- Institut Escola Costa i Llobera, carrer Capella de Can Caralleu, s/n.[7]
- Torre dels Marquesos de Sentmenat, carrer de Can Caralleu, 6-14.[8]
- Acadèmia de Ciències Mèdiques i de la Salut de Catalunya i de Balears, carrer Major de Can Caralleu, 1-7.[9]